# Iuri Batxurov
Iuri Batxurov (rus: Юрий Кузьмич Бачуров)  (Ivànovo, 14 d'octubre de 1933) és un remer rus, ja retirat, que va competir sota bandera soviètica durant les dècades de 1950 i 1960.
El 1960 va prendre part en els Jocs Olímpics d'Estiu de Roma, on guanyà la medalla de bronze en la prova del quatre sense timoner del programa de rem. Formà equip amb Igor Akhremchik, Valentin Morkovkin i Anatoly Tarabrin.
En el seu palmarès també destaca una medalla de plata al Campionat d'Europa de rem de 1961, així com els campionats nacionals del quatre sense timoner de 1960, 1961 i 1962 i del quatre amb timoner de 1963.